# Isla Iglesias
Isla Iglesias är en ö i Mexiko. Den ligger utanför udden Punta El Estrecho och tillhör kommunen La Huerta  i delstaten Jalisco, i den västra delen av landet. Arean är 0,13 kvadratkilometer. Runt omkring ön finns flera mindre klippöar.